# IC 1586
IC 1586 — галактика типу C (компактна галактика) у сузір'ї Андромеда.
Цей об'єкт міститься в оригінальній редакції індексного каталогу.